# Ява (порода кур)
Ява — редкая порода кур из США, одна из самых старых в стране.
Хотя название предполагает происхождение с острова Ява, порода была выведена в США с помощью селекции кур неизвестного азиатского происхождения. Впервые порода была упомянута в печати в 1835 году, но считается, что куры выведены задолго до этого времени. Сейчас Ява — мясо-яичная порода, но в XIX веке считалась мясной.
Их популярность достигла пика во второй половине XIX века. С помощью яв вывели многие породы: джерсийский гигант, род-айленд, плимутрок. В классификатор Американской ассоциации птицеводства порода  была добавлена в 1883 году. К концу XX века Ява была вытеснена новыми породами и практически исчезла. Начиная с 1990-х годов, селекционеры и природоохранные организации начали предпринимать более согласованные усилия по спасению породы. В частности, музей «Гарфилд-Фарм» в Иллинойсе сыграл ключевую роль в сохранении Явы в  XXI веке.
Явы — тяжелые куры, петухи весят около 4,5 кг, а куры 2,9-3,4 кг. Они растут медленнее, чем современные бройлеры, но дают больше мяса. Куры откладывают приличное количество крупных коричневых яиц.